# Carlo I di Cossé
Carlo I di Cossé, conte di Brissac (Brissac-Quincé, 1505 – Parigi, 31 dicembre 1563), è stato un nobile e militare francese che si distinse per il suo valore nelle guerre d'Italia del XVI secolo.

## Biografia

### Origini e gioventù
Nacque nella famiglia di Cossé-Brissac da Renato di Cossé, signore di Brissac e di Cossé, gran falconiere di Francia, e Charlotte de Gouffier. Aveva una salute molto fragile, ma con gli anni la mancanza di forze venne colmata con l'abilità: spesso vinse contro un individuo più forte di lui per la sua bravura con la lancia e la spada.
Bambino d'onore di Francesco di Valois, il Delfino, figlio primogenito di Francesco I, fece da primo scudiero al giovane principe. Inviato all'assedio di Napoli nel 1528, venne attaccato dagli Spagnoli nello sbarco dalle galee; le sue truppe si ritirarono sulla spiaggia e lui, da solo, a piedi, senza elmo né armatura, solo con la spada in una mano, si difese contro un cavaliere armato di tutto punto e lo fece prigioniero. Comandò un centinaio di cavalleggeri durante la presa di Avigliana e quella del castello di Susa nel 1537.

### Carriera militare
Fu nominato Gran falconiere di Francia nel 1540 e colonnello generale della fanteria francese in Piemonte nel 1542. Durante l'assedio di Perpignano, sotto il delfino Enrico II, mentre la giovane nobiltà dell'esercito, dedita al divertimento e al gioco nelle tende del principe, trascurava i piccoli movimenti degli assediati, quelli effettuarono una sortita, interrarono le trincee e giunsero al parco dell'artiglieria. Il Cossé, allora, avanzò con un piccone in mano, sotto il fuoco nemico, e, pur venendo colpito al bicipite femorale, sostenne la lotta fino all'arrivo della fanteria. Il delfino stesso disse di lui: "Se non fossi il delfino, vorrei essere Brissac".

#### In Francia e nelle Fiandre
Carlo di Cossé controllò nel 1543 la cavalleria leggera in Piemonte, seguì lo stesso anno il re nelle Fiandre, sconfisse un grande esercito imperiale e catturò 600 prigionieri. Nell'esercito nemico si diffuse il panico e le truppe, impegnate nell'attacco di Bohain-en-Vermandois, si ritirarono in disordine a Le Quesnoy. Brissac attaccò la sua retroguardia, ne sconfisse una parte e catturò Francesco d'Este, fratello del duca di Ferrara e generale della cavalleria imperiale. L'esercito francese si ritirò e Brissac, per facilitare la marcia del re e garantire la sua ritirata, prese il comando della retroguardia e corse grandi pericoli. Avendo ingaggiato combattimento con soli dodici cavalieri, fece sforzi prodigiosi per disimpegnarsi; qualche francese accorse in suo aiuto: quando lo raggiunse lo trovò senza gorgiera e bracciali, con i vestiti in pezzi; un tedesco più forte lo aveva spodestato da cavallo e Brissac stava combattendo con il moncone della spada; solo alla fine gli altri soldati lo salvarono. Lui saltò su un cavallo fresco e ritornò al grosso dell'esercito: vi giunse coperto di sangue e polvere. Il re lo condusse a bere dalla sua tazza, lo baciò e lo fece cavaliere del suo ordine. L'imperatore venne a sapere che Landrecies, città a cui voleva porre l'assedio, era stata rifornita di munizioni e cibo e l'esercito francese si era ritirato a Le Cateau-Cambrésis.
Nel 1544 fu inviato con la cavalleria leggera e 2000 fanti a Vitry-en-Perthois: qui disturbò l'esercito imperiale e catturò i fornitori di vettovaglie, tagliando così i viveri al nemico. L'imperatore gli inviò contro 4000 uomini e Brissac, non potendo sostenere così tanti nemici, si ritirò a Chalons. In settembre si iniziò a trattare la pace con l'imperatore.
Nel 1545 sconfisse gli Inglesi a Oye-et-Pallet, nel Boulonnais. La pace con l'Inghilterra si concluse nel 1546, con il trattato di Ardres. La carica di Gran maestro dell'artiglieria fu assegnata a Carlo di Cossé a scapito di Giovanni di Taix, che si era permesso di fare insinuazioni imprudenti.

#### In Piemonte

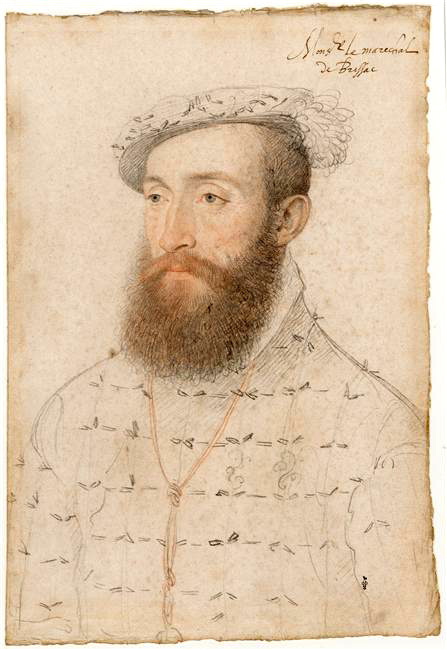
Ritratto di Carlo di Cossé nel 1550, della scuola di Jean Clouet.

Era chiamato da tutti "il bel Brissac". Ottenne la carica di capo panettiere nello stesso anno. Divenne maresciallo di Francia nel 1550, e si recò in Piemonte, dove il re gli diede il controllo della pubblica amministrazione; questa provincia divenne allora una scuola militare dove venivano formate le nuove guardie. Tramite l'addestramento nei luoghi impervi del Piemonte Brissac riportò nell'esercito una ferrea disciplina. Egli fissava il riscatto di entrambe le parti, a seconda della funzione e della carica dei prigionieri, e non conduceva la guerra contro la popolazione civile, ma solo contro i militari. Per bloccare i numerosi duelli che venivano combattuti decise che le contese dovessero essere risolte su un ponte tra quattro picconi e il perdente dovesse essere gettato nel fiume, senza lasciare al vincitore l'arbitrio sulla sua vita.
Brissac, nel 1551, divenne governatore di Chieri e di diverse altre città del Piemonte; questi successi obbligarono i Gonzaga a togliere l'assedio da Parma. Nel 1553 conquistò Vercelli con un ricco bottino. I mobili preziosi, i gioielli e il tesoro del duca di Savoia vennero sottratti: il Savoia infatti ve li aveva trasportati pensando di porli in un luogo inespugnabile. Brissac non aveva abbastanza munizioni per entrare nella cittadella, così si ritirò, sempre seguito dal nemico, senza perdere il bottino. Il Gonzaga, temendo le imprese di Brissac, raddoppiò tutte le sue guarnigioni, indebolendo il suo esercito. Questo era proprio quello che voleva il conte di Brissac, che, senza denaro per pagare le truppe, che gli rimanevano fedeli solo per l'attaccamento al loro generale, non era in grado di scendere in campo contro un grande esercito.
Nel 1554 conquistò tutte le Langhe e concluse la campagna con la conquista di Ivrea, cosa che aprì un passaggio alle truppe ausiliarie svizzere e facilitò la discesa verso Milano e il pavese. Nel 1555 con un colpo di mano conquistò Casale Monferrato. I nobili dell'esercito imperiale, radunatisi lì per partecipare a un torneo, il governatore e i suoi soldati ebbero appena il tempo di entrare nella cittadella, la maggior parte senza vestiti e quasi tutti disarmati. Brissac vietò il saccheggio della città, attaccò la cittadella, difesa da una poderosa cinta muraria, e predispose un assalto generale. I nemici si arresero, promettendo di andarsene in un giorno. La resa era appena stata firmata quando venne intravisto il marchese di Pescara con 3000 fanti pronti a gettarsi nella cittadella; il Brissac tenne le truppe pronte al combattimento per tutta la notte ed entrò nella cittadella, dove trovò, come in città, numerosi pezzi di artiglieria. Ricevuto il riscatto dei tedeschi, ripristinò il torneo che si stava svolgendo. Enrico II gli diede molti onori; lo presentò con la spada che portava in guerra. Questo trattamento fu accompagnato da una lettera di presentazione dove venivano esaltati la sua diligenza e il suo zelo. La lettera finiva così: 
Il re gli ordinò di aumentare le tasse sul clero, la nobiltà e il popolo del Piemonte; egli pagò per primo questa tassa e donò 10 000 scudi dalla sua cassa. Le malattie che si diffondevano nel suo esercito, provocate dal cibo cattivo, non gli impedirono di donare ad alcuni soldati di che radersi. Nel 1556 ordinò la distruzione del castello di Lanzo Torinese.
Ricevette in quel tempo dei rinforzi dalla Francia. Seguito da numerosi principi e un gran numero di nobili volontari, andò in aiuto di Santhià, assediata da Ferdinando Alvarez de Toledo, terzo duca d'Alba, che aveva sostituito il Gonzaga, costretto a ritirarsi e a lasciare sul campo 400 feriti, il cibo e gran parte dell'artiglieria. L'esercito francese pose l'assedio a Volpiano; Brissac restò a Torino ammalato: i suoi luogotenenti, che non venivano rispettati, lasciarono che dei giovani volontari andassero incautamente all'assalto. Il governatore della città affermò di non voler capitolare senza la presenza del maresciallo Brissac, che venne portato dall'esercito accettando la resa e ordinando la distruzione del centro abitato.
Nella presa di Vignale gli assediati si difesero per un paio di giorni; un soldato di 20 anni, uscito dallo schieramento, preso un moschetto, sparò un colpo e, con la spada in mano, insultò il nemico: il maresciallo di Brissac fu costretto a trattenere i compagni del ragazzo, che si erano precipitati a salvarlo, scatenando una aspra battaglia. Dopo poco la città viene conquistata e rasa al suolo. Il Brissac disprezzava le conquiste fatte mancando alla disciplina e avrebbe punito duramente il giovane, se non fosse stato un nobile: lo fece condurre a Torino per un tribunale di guerra. Durante il processo il Brissac affermò che il giovane aveva violato un suo ordine, uscendo dai ranghi prima del segnale, e meritava la morte: il tribunale deliberò così. Il maresciallo però s'impietosì per la sua giovane età e, donatagli una collana d'oro, lo nominò suo scudiero.
In precedenza aveva punito, secondo il rigore del codice militare, un ufficiale che, nonostante i suoi ordini, aveva lasciato l'esercito senza permesso. Il Consiglio di guerra lo dichiarò privato delle armi, dell'onore e del grado e i suoi figli vennero abbassati a popolani.
Il re approvò quest'atto di giustizia ma, su richiesta delle dame di corte, fu concessa la grazia all'ufficiale, il che contribuì non poco ad alimentare lo spirito d'insubordinazione fra le truppe.
Nella primavera del 1557 assediò Cuneo tuttavia resistette grazie all'astuzia del comandante sabaudo. Infatti il governatore di Cuneo Carlo d'Angrogna, conscio della debolezza di parte della fortezza, simulò frettolosi lavori di riparazione lungo il tratto più munito delle mura. Il Brissac cascò nel tranello pensando che quello fosse il punto più debole che veniva rinforzato alla spicciolata e attaccò quel settore. La città assediata non accennò a cedere e si disse che combattessero pure le donne per difendere la città dai francesi. Esasperato dal protrarsi dell'assedio, Brissac fece rapire il secondogenito del governatore di Cuneo, che si trovava a balia in un paese poco distante e minacciò di ucciderlo, ma nemmeno questo servì a convincere i difensori alla resa e il Brissac non mise in atto questo infame proposito. Dopo circa sette settimane l'assedio venne infine spezzato dall'arrivo di una colonna di soccorso che colse alle spalle i francesi obbligandoli alla ritirata.
Brissac quando apprese la sconfitta dei francesi a San Quintino ricevette l'ordine di far partire 5000 mercenari svizzeri e quattro compagnie di gendarmeria e di cavalleria leggera, quindi stette sulla difensiva. Il re lo nominò, nel 1559, governatore e luogotenente generale della Piccardia dopo le dimissioni dell'ammiraglio di Coligny. Improvvisamente le sue stesse truppe lo tennero in stato di semiprigionia chiedendogli la paga, ma fortunatamente gli Svizzeri si offrirono di comprargli tutta la sua argenteria e tutti i suoi gioielli, con i soldi dei quali pagò i soldati.

#### Guerre di religione e morte
Durante i tumulti causati dai calvinisti, nel 1562, Carlo IX lo nominò comandante di Parigi, dove riuscì a placare i subbugli. Governò nel 1563 sulla Normandia, dove fu a capo dell'esercito davanti ad Orléans dopo l'assassinio del duca di Guisa. La corte, riconciliata con i calvinisti, s'impegnò a cacciare gli Inglesi dalla Normandia; Brissac comandò le truppe del re durante l'assedio di Le Havre, che si arrese dopo otto giorni. Questa fu la sua ultima impresa poiché morì a Parigi nel dicembre successivo, con la fama di uno dei generali più illustri e più grandi del suo secolo.

## Stemma
| Image | Stemma |
| ----- | --- |
| \| \| | Carlo I di Cossé Duca di Brissac, Pari di Francia, Maresciallo di Francia, Cavaliere dell'Ordine dello Spirito Santo, Gran Maestro dell'Artiglieria di Francia |
|       | |